# 헤어 (뮤지컬)
헤어(Hair: The American Tribal Love-Rock Musical)는 제롬 라그니와 제임스 라도의 책과 가사, 갈트 맥더모트의 음악으로 구성된 록 뮤지컬이다. 이 작품은 1960년대 후반의 히피 반문화와 성 혁명에 대한 창작자들의 관찰을 반영하고 있으며, 그 노래 중 일부는 베트남 전쟁 반대 평화 운동의 찬가가 되었다. 뮤지컬의 욕설, 불법 마약 사용 묘사, 성조기 취급, 성조기에 대한 불경, 누드 장면은 많은 논평과 논란을 불러일으켰다. 이 작품은 인종적으로 통합된 출연진을 활용해 '록 뮤지컬'이라는 장르를 정의하고 관객을 무대 위로 초대해 'Be-In' 피날레를 선사하며 뮤지컬 극장의 새로운 지평을 열었다.
헤어는 뉴욕시에서 보헤미안적인 삶을 살고 베트남 전쟁에 징집되는 것에 반대하여 싸우는 "물병자리 시대"의 정치적으로 활동적인 장발 히피 그룹인 "부족"에 대한 이야기를 들려준다. 클로드, 그의 좋은 친구 버거(Berger), 룸메이트 쉴라(Sheila) 및 친구들은 전쟁과 보수적 인 부모 및 사회에 대한 반항과 함께 젊은 삶, 사랑, 성 혁명의 균형을 맞추기 위해 고군분투한다. 궁극적으로 클로드는 친구들처럼 징병에 저항할 것인지, 아니면 평화주의 원칙을 타협하고 목숨을 걸고 베트남에서 복무할 것인지 결정해야 한다.
1967년 10월 17일 조셉 파프의 공공 극장에서 오프 브로드웨이 데뷔를 하고 1967년 12월부터 1968년 1월까지 치타 나이트클럽에서 공연된 후, 이 쇼는 1968년 4월 브로드웨이에서 개막하여 1,750회 공연되었다. 그 직후 미국과 유럽 전역의 도시에서 동시 제작이 이어졌으며, 1,997회 공연에 성공한 런던 제작도 포함된다. 그 이후로 전 세계에서 수많은 작품이 상연되어 300만 장의 판매고를 올린 오리지널 브로드웨이 캐스트 녹음을 포함하여 수십 개의 뮤지컬 녹음이 탄생했다. 이 악보에 포함된 일부 노래는 상위 10위 안에 들었고 1979년에 장편 영화로 각색되었다. 2009년에 브로드웨이 부흥 공연이 시작되어 좋은 평가를 받았으며 최고의 뮤지컬 부활 부문에서 토니상과 드라마 데스크상을 수상했다. 2008년 리차드 조글린은 타임 (잡지)에 "오늘의 헤어는 그 어느 때보다 대담해 보인다"고 썼다.